# Sergio Nazzaro
Sergio Nazzaro (Uster, 13 novembre 1973) è uno scrittore e giornalista italiano.

## Biografia
Nato in Svizzera da una famiglia di origini italiane, poco dopo la sua nascita i genitori decidono di rientrare in Italia e stabilirsi a Mondragone. Si laurea all'Orientale di Napoli, sotto l'egida della professoressa Marinella D'Alessandro, con la tesi "Qualcosa di sconosciuto:la poesia di Gyorgy Petri", uno dei maggiori poeti magiari contemporanei, che sarà pubblicata da Aracne Editrice nel 2003.
Continua le sue collaborazioni con testate giornalistiche su carta e online, cura alcuni blog che hanno dei focus sia sul mondo dell'editoria, come "Scrittori in causa" insieme ad altri scrittori, e altri che sono volti alla valorizzazione delle eccellenze del mondo artistico e sociale campano, come l'ideazione del blog del fotografo Giovanni Izzo e quello della cooperativa sociale Made in Castel Volturno. Prosegue inoltre con le partecipazioni a redazioni per la realizzazione di documentari per la televisione.
Fra i suoi lavori più conosciuti è possibile annoverare i libri "Io, per fortuna c'ho la camorra"(2007) e "Castel Volturno reportage sulla mafia africana" (2013) che si prospettano sintesi del lungo studio fatto, non solo in Italia, sul mondo delle mafie internazionali, le collusioni e le rotte dei traffici che tengono in piedi le organizzazioni criminali. A questi si aggiungono anche la partecipazione a documentari come "Camorra&cocaina" (2009) episodio finale della serie Vangard Italia (Current Italia) che partendo dal Sudamerica tracciava le rotte di arrivo degli stupefacenti in Italia e i reportage d'inchiesta con giornalisti stranieri quali l'americano Christof Putzel e lo scrittore inglese, ex trafficante di droga, Howard Marks "Howard Marks on Drugs" (2010). Nel 2018 realizza una lunga intervista conversazione con Andrea Camilleri, un anno prima della sua morte, ripresa in occasione della sua scomparsa.

### Pubblicazioni
Dopo la pubblicazione della sua tesi di laurea dal 2003 ha collaborato per diversi anni, per traduzioni e redazione di saggi, con la Rivista di Studi Ungheresi, edita dalla Università La Sapienza. Nello stesso periodo inizia anche la sua carriera giornalistica con articoli, saggi e approfondimenti per Il Sole 24 ore, D inserto de la Repubblica, GEO Magazine, l'Osservatorio sulla camorra (Corriere del Mezzogiorno), Left Avvenimenti, l'inserto satirico Emme de L'Unità e per il trimestrale indipendente di satira e giornalismo Mamma. Collabora anche con riviste on-line come AgoraVox, Nazione Indiana, Witness Journal, Il Cassetto l'informazione che rimane, Megachip, Indymedia, Clorofilla.it ma anche con l'ungherese Radio Kossuth, con il quotidiano di Praga "MF DNS" e con i mensili di musica Rumore e di arte Next Exit.
Partecipa a diversi progetti di antologici di saggi e racconti come Lettere ai politici, Padre, Annibale segni e disegni di un mito. Firma anche l'introduzione del gruppo musicale Tracce Popolari e degli The Orange Beach e del booklet del DVD Uno bianca (No Shame Films) per il mercato americano.

### Documentari e fumetto
Nella produzione di documentari, nel 2009 collabora con il giornalista statunitense Christof Putzel di Current TV per la serie americana Vanguard per la puntata Cocaine Mafia che si focalizza sui canali di spaccio della cocaina in Europa, con particolare riferimento alla mafia africana. Nel 2010 ha inizio la fortunata collaborazione con Davide Scalenghe per il Vanguard italiano di Current TV nella produzione di documentari relativi all'area della Campania e in particolare a Napoli e a Scampia, nell'Europa dell'Est per le tematiche sui Rom, nonché di carattere generale sulla fobia dell'Islam che caratterizza le società contemporanee dopo l'11 settembre. Nelle varie stagioni che si sono susseguite nell'arco di due anni, la serie di Vanguard Italia ha cambiato radicalmente la concezione del reportage di attualità focalizzando gli argomenti e dedicandosi lo spazio di ogni puntata agli argomenti presentati in maniera quantomai esaustiva creando un'alternativa oggi seguita da molti canali istituzionali non sempre con identici risultati. Il documentario che si posiziona come la svolta sulla trattazione di argomenti come quello dei traffici di droga internazionali è quello finale della prima stagione di Vanguard Italia andato in onda nel 2009 dal titolo "Camorra&Cocaina" nel quale, partendo proprio dall'America del Sud si ripercorre la storia dei rapporti della camorra campana con i trafficanti sudamericani e si descrive le logiche di distribuzione e gestione dello spaccio nella provincia di Caserta. Ha collaborato anche con la sezione inglese del canale internazionale Current TV-Vanguard e in particolare con il giornalista Howard Marks nella realizzazione del documentario "Howard Marks on Drugs". Nell'agosto del 2011 realizza con il regista Romano Montesarchio il documentario “Calcio Criminale” che viene trasmesso su Rai3 per il programma “Sfide”. Il documentario analizza il rapporto fra calcio e criminalità organizzata. Nel febbraio del 2012 collabora con Canal Plus per un reportage sul crimine organizzato per la serie “Special Investigations”.
Con il fotografo Jacopo Querci, scrive i testi per i suoi fotoreportage pubblicandone tre per Witness Journal: Il mondo degli operai di Dubai, La macellazione delle carni in Italia e La vita a bordo di una piattaforma d'estrazione del gas e dopo aver collaborato a lungo con il mondo del fumetto diventa direttore responsabile di Mega (mensile di informazione dedicata al mondo del fumetto) e anche della casa editrice RW (licenziataria per l'Italia dei diritti DC Comics). Collabora con la casa editrice Grifo Edizioni, Lavieri Edizioni, Le Nuvole e Tempesta Editore. Firma l'introduzione a diversi fumetti tra cui Ranxerox di Andrea Pazienza e Tanino Liberatore, L'uomo del New England di Dino Battaglia, Ark di Alessandro Rak e Andrea Scoppetta, Storie Inutili di Luca Scornaienchi e Elena Rapa. Lavora anche con il disegnatore satirico e autore Mauro Biani realizzando brevi fumetti dedicati a Jerry Masslo e Vittorio Arrigoni.

### Rete e blog
Avendo già avuto rapporti con riviste online, Sergio Nazzaro conosce bene il peso e la diffusione dell'informazione in rete. Quindi dal 2010 apre il blog "Scrittori in causa" insieme alle scrittrici Alessandra Amitrano, Carolina Cutolo e Simona Baldanzi; il progetto vuole fornire informazioni e consigli, analizzando i contratti e le leggi specifiche che regolano il mercato editoriale, difendendo i diritti e le prassi dei rapporti tra scrittori e case editrici. Nello stesso anno è cofondatore con gli scrittori Bruno de Stefano e Marcello Ravveduto di Scrittori da Strozzare, un gruppo di scrittori attivi nell'antimafia e nelle problematiche sociali con cui realizzano l'Antologia omonima Scrittori da Strozzare edita da Aliberti Editore nel 2010.
Nel 2011 è anche web editor del sito del fotografo Giovanni Izzo e del sito della cooperativa sociale Made in Castel Volturno. Rimane ancora attiva la collaborazione con Agoravox.it che riunisce buona parte della sua produzione di articoli sul tema della criminalità che è presente anche sul sito personale dello scrittore stesso.

### Studi sulla criminalità organizzata internazionale
Durante i lunghi viaggi nei Paesi Arabi, Australia, Europa dell'Est per lavoro iniziano anche le sue ricerche sul progetto di studio sulla criminalità internazionale, le sue dinamiche e affiliazioni, ricerche che saranno alla base delle successive pubblicazioni. Redige, nel corso degli anni, diverse interviste, in collaborazione anche con Roberto Saviano, con Hamid Mir, biografo ufficiale di Osama Bin Laden, e in particolare quella realizzata in occasione del rapimento della giornalista italiana Giuliana Sgrena dal titolo "Quello che sta accadendo" (2005). Il focus di queste interviste è concentrato sulle minacce di Al Qaeda verso i militari italiani, la presenza di forze militari in Afghanistan e gli sviluppi della lotta al terrorismo.
Nel 2007 esordisce nella letteratura di genere con "Io, per fortuna c'ho la camorra" in cui racconta, con una suddivisione in 25 ore, la realtà della provincia di Caserta e della criminalità radicata sul territorio, testo che viene selezionato, nel dicembre 2007, come libro del mese di Fahrenheit. In "Io, per fortuna c'ho la camorra", approfondisce per la prima volta in maniera completa ed esaustiva la figura di Federico Del Prete, sindacalista ucciso dal Clan dei Casalesi per il suo impegno civile e sociale nella realizzazione di un ente di tutela per i commercianti ambulanti da sempre vessati dai clan con richieste di pagamento per poter svolgere il loro lavoro. Nello stesso testo Nazzaro spiega ai suoi lettori con chiarezza la genesi dello sfruttamento del lavoro minorile e quello in nero riportando gli avvenimenti della morte di Giovanna Curcio, bruciata viva in una fabbrica di materassi in provincia di Salerno. La scelta di suddividere i capitoli in ore della giornata è dettata dalla volontà di narrare il quotidiano vivere nei territori casertani in cui è presente la criminalità organizzata che configura questo testo non solo come una inchiesta pura bensì come "inchiesta e reportage sociale". Le storie narrate, tutte raccolte attraverso interviste e indagini sul campo, disegnano una giornata qualunque in terra di camorra.
Nel novembre 2009 è nuovamente in libreria con Dubai Confidential che tira le fila delle ricerche fatte negli anni precedenti in Medio Oriente e anticipa la crisi finanziaria che colpisce la città stato di Dubai svelandone problematiche, dinamiche e relazioni con le mafie internazionali. Dubai Confidential analizza anche le terribili condizioni di lavoro e lo sfruttamento degli operai indiani e pakistani che lavorano nel boom edilizio della città emiratina, lo sfruttamento della prostituzione in un paese musulmano e il suo essere tollerato a beneficio degli stessi emiratini e degli occidentali presenti nella città stato (temi come quelli dello sfruttamento del lavoro e quello della prostituzione che sono sempre stati, e saranno, centrali e ricorrenti nelle ricerche e negli studi, nonché articoli e successive pubblicazioni). Il boom edilizio è narrato in Dubai Confidential anche attraverso i complessi meccanismi della finanza internazionale che ne hanno reso possibile la realizzazione e i flussi del riciclaggio di denaro. Durante gli studi e i viaggi a Dubai, Nazzaro intervista in esclusiva per l'Italia, Hervé Jaubert, ex spia francese, autore del libro "Escape from Dubai". Jaubert è l'unico occidentale ad essere fuggito da Dubai attraverso il mare aperto, dopo essere stato accusato ingiustamente di truffa.
Nel frattempo partecipa a vari convegni nazionali e internazionali su temi legati al confronto delle dinamiche economiche e politiche delle mafie nel mondo. I suoi interessi sulle dinamiche di rapporti e la creazione di economie di scala parallele a quella ufficiale che finanziano i gruppi criminali e immobilizzano, corrompendoli, i vari poteri degli stati sono fattori che qualificano il suo lavoro e che lo rendono unico nel suo genere nel panorama dell'offerta giornalistica ed editoriale in Italia.
Tra il 2009 e il 2010 vengono stampati tre suoi lavori di cui due sono biografie di personaggi legati al mondo dell'antimafia e della giustizia Luigi De Magistris. Giustizia e potere (2009) e Giulio Cavalli: Fronte del palco e cui segue nel maggio 2010 Mafiafrica il primo e più approfondito reportage sulla mafia africana e che traccia le connessioni e le rotte della droga verso l'Italia e in particolare la Campania dalla Nigeria. Mafiafrica mette in luce per la prima volta le più importanti operazioni di contrasto realizzate contro le mafie africane in Italia e all'estero dalla magistratura, frutto di un'approfondita indagine realizzata sul campo che disegna il complesso quadro dell'insediamento delle mafie africane sul territorio italiano e soprattutto a Castel Volturno in provincia di Caserta. Il testo Mafiafrica si è avvalso della collaborazione del ROS, Raggruppamento Operativo Speciale dei Carabinieri e del lavoro del Pubblico Ministero della Direzione distrettuale antimafia di Napoli, Giovanni Conzo, che ne firma anche l'introduzione.
Nel febbraio 2013 è uscito il suo nuovo libro, che l'autore stesso definisce "Slow-Reportage", che riguarda la mafia africana e come questa si inserisce in un tessuto urbanistico e sociale già fiaccato da anni di attività criminali e di mala-gestione statale. Il libro è inserito nella saggistica di Einaudi con il titolo "Castel Volturno Reportage sulla mafia africana". La struttura ricorda quella del suo primo libro, ma l'intento è quello di ricostruire un quadro quantomai completo di tutte le ramificazioni della vita della provincia casertana.
Nel 2018 firma una nuova inchiesta: "Mafia nigeriana la prima inchiesta della Squadra Anti Tratta" edito da Città Nuova. Un libro inchiesta che racconta i reali accadimenti dell'inchiesta Atheneum della Procura di Torino. Da questo libro è in fase di produzione un documentario per Istituto Luce e RAI Doc con la produzione della casa cinematografica "Bronx Film".
Dal 2017 collabora con la Global Initiative against Transnational Organized Crime per cui ha elaborato diversi report tra cui "Parallel Contagion" , sulle infiltrazioni mafiose in tempo di pandemia da Covid19 e "Lockdown Lock in lock up"  sulle rivolte nelle prigioni italiane allo scoppio della pandemia nel marzo 2020. Ha inoltre collaborato al report sulle mafie balcaniche e al progetto "Faces of Assassination" sulle vittime della criminalità organizzata a livello globale, curando la biografia di Federico del Prete.
Nel 2018 affronta la questione delle migrazioni e del Mediterraneo, con la graphic novel "Mediterraneo" con i disegni di Luca Ferrara edita da Round Robin Editrice. Un fumetto senza testo, solo disegni, perché l'intento è quello di rendere fruibili il libro oltre ogni confine. Il racconto immagina la traversata del Mediterraneo di una giovane ragazza, e la particolarità risiede  nell'assenza del mare stesso. Il mediterraneo è diventato un deserto, e sul fondo, ci sono i resti delle traversate precedenti. Il libro è stato realizzato e sostenuto dalla Croce Rossa Italiana, con il presidente Francesco Rocca che ne firma la prefazione.
Dal 2019 collabora con diversi interventi su "Mafie, da un'idea di Attilio Bolzoni" pubblicato dal quotidiano "La Repubblica, occupandosi di mafia nigeriana e del mondo delle carceri e delle rivolte durante la pandemia da Covid19.
Nel 2020 al MIA Market la sua sceneggiatura firmata con Francesco Patierno di "Cult", serie TV sulla mafia nigeriana ottiene la menzione speciale .
Sempre nel 2020 Nazzaro cura la rubrica "Cosa vuole dire mafia - Dialoghi sulla legalità" per il centro studi e ricerche Eurispes. La rubrica ospita le interviste del generale dei Carabinieri Luzi, del procuratore nazionale antimafia De Raho, del procuratore capo di Perugia Raffaele Cantone ma anche della direttrice della polizia federale Svizzera Nicoletta della Valle così come Maurizio Vallone direttore della Direzione Investigativa Antimafia, tra gli altri .
Collabora anche con Organized Crime and Corruption Reporting Project in qualità di esperto di criminalità organizzata italiana e transnazionale e la televisione pubblica tedesca ZDF per il documentario sulla mafia nigeriana Die Schwarze Axt - Nigerias Mafia in Deutschland .
Nel 2021 esce "Black Mafia" Il primo film documentario sul fenomeno della mafia nigeriana in Italia per la RAI, prodotto da Istituto Luce, Bronx Film e RAI Documentari per la regia di Romano Montesarchio. Tratto dal libro inchiesta "Mafia nigeriana" di Sergio Nazzaro, il racconto di questa nuova criminalità ci conduce in un viaggio dalla Nigeria all'Italia, dalle radici storiche all'incredibile espansione attuale del fenomeno. Una squadra di agenti della polizia locale di Torino, ispirati dalla caparbietà del loro capo, Fabrizio Lotito, raccoglie la denuncia di una ragazza nigeriana contro la sua madam. Quella che sembra la solita storia di sfruttamento si trasforma nella mega-inchiesta "Athenaeum", condotta contro una delle più aggressive tra le organizzazioni criminali transnazionali: la mafia nigeriana. Una mafia che agisce non solo con la violenza fisica, ma con un'arma che nessun'altra mafia possiede: il voodoo.
Collabora a più riprese con la rivista ufficiale della Polizia di Stato, Polizia Moderna, occupandosi di mafia nigeriana, di pandemia ed infiltrazioni mafiose nella sanità e di territori come quello di Caserta.
A novembre del 2024 partecipa con altri analisti ed esperti alla stesura del VII rapporto su Agromafie e Caporalato   dell'osservatorio "Placido Rizzotto" della Flai Cgil, affrontando il tema del riuso sociale dei beni confiscati e le strategie per un'agricoltura sociale che riparta proprio dai terreni confiscati alle mafie. 

### Elenco delle pubblicazioni

#### Opere
- 2003 Qualcosa di sconosciuto: la poesia di Gyorgy Petri, Aracne Edizioni
- 2007 Io, per fortuna c'ho la camorra, Fazi Editore
- 2009 Dubai Confidential, Elliot Edizioni
- 2009 Luigi De Magistris. Giustizia e potere, Editori riuniti
- 2010 Giulio Cavalli: Fronte del palco, Editori riuniti
- 2010 Mafiafrica, Editori riuniti
- 2013 Castel Volturno. Reportage sulla mafia africana, Einaudi Editore. ISBN 9788806213114
- 2013 La favola del gabbiano bestemmiatore (Lavieri Editore)
- 2017 L'insoluto, dialogo con Pietrangelo Buttafuoco (Città Nuova Editrice)
- 2018 Mediterraneo (Round Robin Editrice)
- 2018 Palma di Dio (Città Nuova Editrice)
- 2019 Mafia nigeriana: la prima inchiesta della squadra antitratta (Città Nuova Editrice)
- 2022 Fort Alamo: la criminalità nigeriana e la tratta degli esseri umani (Città Nuova Editrice)
- 2023 Black Mafia (Gazzetta dello Sport) Collana "Mafie"
- 2023 Milano cronache di criminalità organizzata con Salvatore Garzillo (Gazzetta dello Sport) Collana "Mafie"
- 2024 Mondragone: chi ha ucciso Federico Del Prete (Coppola Editore)
- 2024 Agromafie e Caporalato VII rapporto (Futura Editrice)
- 2024 Io, per fortuna c'ho la camorra nuova edizione (Città Nuova Editrice)

#### Antologie
- 2007 Lettere ai politici, Fazi editore
- 2009 Padre, Elliot Edizioni
- 2009 Inguine mah, comma 22
- 2010 Scrittori da strozzare, Aliberti Editore
- 2011 Annibale: segni e disegni di un mito, Tempesta Editore
- 2012 Passaggio di testimone: 11 giornalisti uccisi dalla mafia e dal terrorismo, Navarra Editore
- 2013 Camminare scalza, un bicchiere d'acqua e la primavera (Hackmuth, Milano)
- 2013 Paesaggi da Fabula (FatLab)
- 2014 Sostiene Sankara (Becco Giallo)
- 2019 Mafie Tossiche (Crim.Int. Edizioni, 2019)
- 2021 Peppino Impastato Western a Mafiopoli di Scornaienchi e Ralli (Round Robin Editrice) postfazione
- 2021 Denecia approdi nella pandemia di Roberto Soldatini (Ugo Mursia Editore) postfazione
- 2022 Ca' Denecia: vivere in barca a Venezia di Roberto Soldatini (Ugo Mursia Editore) postfazione
- 2023 Raccogliere il mare con un cucchiaino di Regina Catrambone (Città Nuova Editrice) postfazione
- 2023 Vivere in barca di Roberto Soldatini (Ugo Mursia Editore) postfazione
- 2024 Quel posto vuoto accanto a me di Marco Gallo (Pathos Edizioni) postfazione

#### Documentari
- 2008 La rivolta della domitiana (Regia di Romano Montesarchio, produzione indipendente)
- 2009 Cocaine Mafia (Current TV)
- 2009 Camorra&Cocaina (Current TV)
- 2010 Islam paura dell'Europa (Current TV)
- 2010 Ascesa degli estremisti (Current TV)
- 2010 Roma, viaggio nell'est Europa (Current TV)
- 2010 Allarme Rom (Current TV)
- 2010 Periferie in fiamme (Current TV)
- 2010 Howard Marks on Drugs (Current TV)
- 2011 Sfide: Calcio Criminale regia di Romano Montesarchio (Rai 3)
- 2012 Special Investigations (Canal Plus)
- 2016 Roberto Soldatini: sinfonie mediterranee (Fanpage.it)
- 2017 Valogno Borgo d'Arte (Fanpage.it)
- 2018 Andrea Camilleri: intuire l'eternità (Fanpage.it)
- 2018 Passione: Opera Passione (Fanpage.it)
- 2021 Black Mafia: il primo documentario sulla mafia nigeriana (Rai Doc - Bronx Film - Istituto Luce)
- 2024 La strage di San Gennaro (Briciola TV - Sky Italia)